# Rudolf Filipović
Rudolf Filipović (Zlatar, 15. rujna 1916. – Zagreb, 20. prosinca 2000.) bio je hrvatski filolog, jezikoslovac i anglist. Bavio se jezičnim dodirima, a u kasnijoj fazi i kontrastivnim jezikoslovljem.

## Životopis
Rodio se u Zlataru. Osnovnu školu pohađao je u Varaždinu. U Srijemskoj Mitrovici pohađao je gimnaziju. 
Pripadao je prvom naraštaju studenata koji su studirali engleski na zagrebačkom Filozofskom fakultetu. Na istom fakultetu studirao je i francuski. Diplomirao je 1940. godine. Nakon drugog svjetskog rata dobio je stipendiju British Councila za studij u Sheffieldu i Londonu. Uskoro je postao i lektorom na zagrebačkom sveučilištu. Doktorirao je na utjecaju engleskog jezika na hrvatsku književnost 19. stoljeća.
Jedna je od osoba koje su osnovale Institut za lingvistiku zagrebačkog Filozofskog fakulteta, na kojem je kasnije bio direktor. Od 1972. do 1974. bio je dekan svog fakulteta.
Bio je redovni profesor na zagrebačkom Filozofskom fakultetu.
Svojim radom stekao je ugled u području izučavanja jezičnih dodira. Bio je član Razreda za filološke znanosti HAZU. Izvanrednim članom HAZU (ondašnje JAZU) postao je 26. siječnja 1973., a redovnim 15. studenoga 1979. godine.
Suutemeljitelj je brojnih jezičnih časopisa: Suvremena lingvistika, Studia Romanica et Anglica Zagrabiensia, Strani jezici, Filologija i drugih.
Njegovo najpoznatije djelo je Englesko-hrvatski rječnik koji je do 2004. godine izašao u 25 izdanja.
Dobitnik je brojnih nagrada i priznanja.

## Djela
(izbor)
- Englesko-hrvatski rječnik, (urednik i suradnik), Zora, Zagreb, 1.1955., 2.1959., 6.1971.
  - Englesko-hrvatskosrpski rječnik, (urednik i suradnik), Zora, Zagreb, 3.1962., 4.1966., 5.1970., 7.1974.
  - Englesko-hrvatski ili srpski rječnik, (urednik i suradnik), Zora, Zagreb, 8.1975., 8.1975., 9.1978.
  - Englesko-hrvatski ili srpski rječnik, (urednik i suradnik), Školska knjiga - Grafički zavod Hrvatske, Zagreb, 10.1980., 11.1983., 12.1986., 13.1987., 14.1988., 15.1989., 16.1989., 17.1990.
  - Englesko-hrvatski rječnik, (urednik i suradnik), Školska knjiga - Grafički zavod Hrvatske, Zagreb, 18.1991., 22.1996., 25.2004.

- The Phonemic Analysis of English Loan-Words in Croatian
- Engleski element u hrvatskome i ruskom jeziku (s Anticom Menac)
- An Outline of English Grammar
- Kontakti jezika u teoriji i praksi
- Teorija jezika u kontaktu
- Anglicizmi u hrvatskom jeziku, 1990.
- Engleski izgovor
- English Element in European Languages
- Gramatika engleskog jezika, 1951.
- Deskriptivna gramatika engleskog jezika, 1960.

## Vanjske poveznice
- Filipović, Rudolf Hrvatska enciklopedija, Leksikografski zavod Miroslav Krleža